# Region Ennedi
Region Ennedi – jeden z 22 regionów administracyjnych Czadu, utworzony 19 lutego 2008 r. w wyniku podziału regionu Borkou-Ennedi-Tibesti. Region rozciąga się w północno-wschodniej części kraju i graniczy z Sudanem i Libią. 

## Warunki naturalne

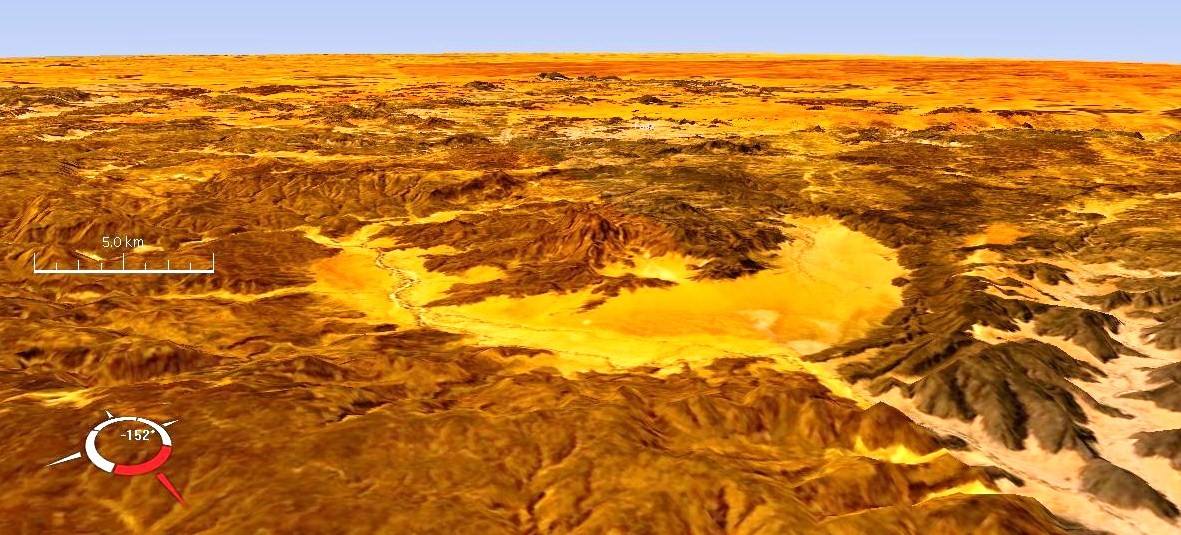
Krater Gweni-Fada

Znaczny obszar regionu zajmuje wyżyna Ennedi, mająca charakter pustynny lub półpustynny i poprzecinana uedami. W odległości ok. 30 km na północny wschód od Fada, stolicy regionu, znajduje się krater uderzeniowy Gweni-Fada, którego wiek określa się na 345 mln lat.

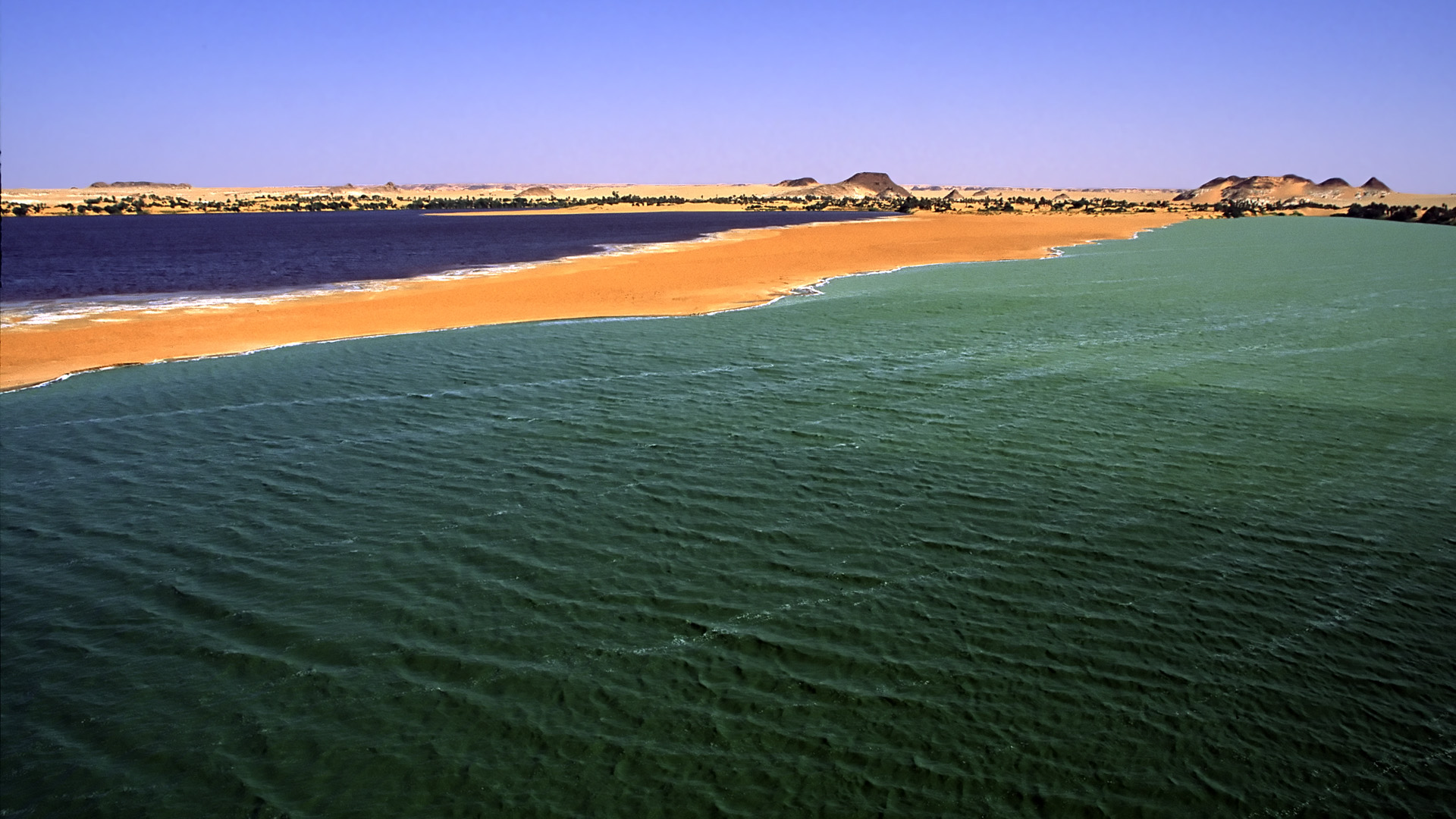
Jezioro Katam

W północno-wschodniej części regionu Ennedi znajduje się jezioro Katam, będące jednym z największych naturalnych zbiorników wodny w tych okolicach. Katam (podobnie jak inne, mniejsze jeziora regionu) jest pozostałością o wiele większego jeziora, które istniało w tej części Sahary od początków holocenu mniej więcej do połowy II tysiąclecia p.n.e.

## Departamenty
| Departament | Stolica   | Prefektury                                    |
| ----------- | --------- | --------------------------------------------- |
| Ennedi      | Fada      | Fada, Gouro, Kalait, Nohi, Ounianga Kébir     |
| Wadi Hawar  | Amdjarass | Amdjarass, Bahaï, Bao Billiat, Kaoura, Mourdi |